# Ernst Schweizer AG
Die Ernst Schweizer AG mit Sitz in Hedingen in der Schweiz ist ein Metallbauunternehmen, das auf die Gebäudehülle, Briefkästen und Montagesysteme für Solarenergie spezialisiert ist. Das Familienunternehmen beschäftigt rund 400 Mitarbeitende, davon 30 Lernende, und produziert in Hedingen sowie in Möhlin. Das Tochterunternehmen Ernst Schweizer GmbH betreibt ein weiteres Werk in Satteins in Österreich.

## Tätigkeitsgebiet
Das Produktsortiment gliedert sich in drei Hauptgruppen: 
- Produkte für die Gebäudehülle: Photovoltaik-Fassaden, Holz/Metall-Systeme (Fenster, Fassaden, Schiebetüren, Pfosten/Riegel), Schiebefenster und -Türen, Balkonverglasungen, Glasfaltwände sowie Alu-Fenster und -Türen
- Briefkästen und Paketboxen sowie Briefkastenanlagen und Verteilfachanlagen

- Photovoltaik-Montagesysteme und thermische Sonnenkollektoren

## Geschichte
1920 erfolgte in Zürich die Gründung der Bauschlosserei durch Jean Sessler. 1948 übernahm Ernst Schweizer die Geschäftsführung. Nach dem Tod des Firmengründers kaufte er 1965 das Unternehmen. Ab 1977 baute sein Sohn Hans Ruedi Schweizer den Bereich Sonnenenergie auf.
Ab 1970 entwickelte das Unternehmen ein isoliertes Fenster- und Fassadensystem sowie die ersten Holz/Metall-Fenster-Systeme. Hinzu kamen erste Sonnenkollektoren sowie ein Brief- und Depotkasten. Zwischen 1980 und 1990 folgten Brandschutztüren sowie isolierte und unisolierte Glasfaltwände.
Zwischen 1990 und 2000 wurden die Meko Fenster AG und der Bereich Fassadenbau der Karl Steiner Industrie AG übernommen. Im selben Zeitraum wurden die erste Sonnenenergie-Fassade, dachintegrierte Sonnenkollektoren und das dachintegrierte Photovoltaik-Montagesystem Solrif eingeführt.
Zwischen 2000 und 2010 entwickelte das Unternehmen neue Minergie-Fassaden und übernahm die Tobler Metallbau AG.
Ab 2010 brachte Schweizer Fassaden mit Solarmodulen, Ganzglas-Schiebewände und -Schiebefaltwände sowie die neue Minergie-P-zertifizierte Schiebetür auf den Markt. Daneben erfolgte die Übernahme der Siebag AG, der Kauf der DOMA Solartechnik GmbH in Satteins (Österreich) und der Kauf des Photovoltaik-Montagesystems MSP. An der Swissbau 2014 lancierte die Schweizer AG ihre erste Paketbox-Anlage. Im September 2021 wurde das Photovoltaik-Installationsgeschäft der DOMA Solartechnik GmbH im österreichischen Vorarlberg in ein Joint-Venture mit der illwerke vkw AG überführt. Der Bereich der Photovoltaik-Montagesysteme verblieb dabei bei Schweizer.
Im Juni 2023 ging die Aktienmehrheit des Unternehmens von Hans Ruedi Schweizer und seiner Frau Johanna Lütolf an Samuel Schweizer über. Der bisherige Vizepräsident des Verwaltungsrats, Claude Siegenthaler, übernahm das Präsidium.
Ab 2024 legte Schweizer den Fokus auf das Produkt- und Zuliefergeschäft und verkaufte den Geschäftsbereich Fassaden an die Geilinger AG.